# Sterne des Aléoutiennes
Onychoprion aleuticus
Espèce
Statut de conservation UICN

 VU  : Vulnérable
Synonymes
- Sterna aleutica

La Sterne des Aléoutiennes (Onychoprion aleuticus) est une espèce d'oiseaux appartenant à la famille des Laridae. C'est une espèce monotypique.